# لیاروزول
لیاروزول (انگلیسی: Liarozole) یک داروی مسدودکننده متابولیسم رتینوئیک اسید و مهارکننده آروماتاز است.